# 蒔村拓哉
蒔村 拓哉（まきむら たくや、12月7日 - ）は、日本の男性声優。千葉県出身。81プロデュース所属。

## 略歴
アミューズメントメディア総合学院出身。
2014年、「プロダクション所属学内オーディション」で「81プロデュース 研究生合格」となる。

## 人物
趣味・特技はゲーム、ラーメン屋巡り、調味料作り。

## 出演

### テレビアニメ
2016年
- マギ シンドバッドの冒険（男）
- プリパラ（シャクトリ虫）
- 装神少女まとい（まーくん、生徒、職員、男、店員、高弟）

2017年
- かみさまみならい ヒミツのここたま（2017年 - 2018年、吉井、高校生、作業員）
- リトルウィッチアカデミア（客、市民）
- アトム ザ・ビギニング（教授、聴講生）
- トミカハイパーレスキュー ドライブヘッド 機動救急警察（警官）
- 縁結びの妖狐ちゃん
- スナックワールド（戦士）
- 賭ケグルイ（男子生徒）
- EVIL OR LIVE（2017年 - 2018年）
- Wake Up, Girls! 新章（ワグナーE）
- 将国のアルタイル（民兵、市民B、副官A、伝令、将軍A）

2018年
- グランクレスト戦記（兵士、町人、ヴァルドリンド兵士、君主、民兵 他）
- 弱虫ペダル シリーズ（観客、生徒、箱根学園部員） - 2シリーズ
- 一人之下 羅天大醮篇（鄧有才、審判、占い師）
- 3D彼女 リアルガール（中学担任）
- 異世界魔王と召喚少女の奴隷魔術（2018年 - 2021年、酒場の客、エルフ、警備兵、護衛、エウロパ 他） - 2シリーズ
- 音楽少女（親衛隊）
- 千銃士（レジスタンス）
- マーベル フューチャー・アベンジャーズ（所員A / 所員）
- ゾイドワイルド（リーダー）
- キラッとプリ☆チャン（2018年 - 2021年、作業員、外国人紳士、ニュースキャスター、記者、男性 他）
- DOUBLE DECKER! ダグ&キリル（運転手A、警察官C、アメフト部員B）
- RErideD-刻越えのデリダ-（巡査）

2019年
- MIX（審判、球審、明青OB 3）
- 叛逆性ミリオンアーサー（兵士、男性B）
- ダンジョンに出会いを求めるのは間違っているだろうかII（冒険者、武器商人）
- この世の果てで恋を唄う少女YU-NO
- まちカドまぞく（声）
- 戦姫絶唱シンフォギアXV（黒服C）
- とある科学の一方通行（男子高生）
- ロード・エルメロイII世の事件簿 -魔眼蒐集列車 Grace note-（生徒）
- 食戟のソーマ 神ノ皿（男子生徒C）
- あひるの空（2019年 - 2020年、丸高生徒、和田）
- ファンタシースターオンライン2 エピソード・オラクル（男性）
- ぼくたちは勉強ができない!（客C）

2020年
- とある科学の超電磁砲T（団長、重石、男性、警備）
- 異種族レビュアーズ（象）
- バビロン（護衛B）
- ソマリと森の神様（店の客）
- ARP Backstage Pass（ISMの教師）
- ダーウィンズゲーム（ケルベロス兄）
- 22/7（学生）
- デュエル・マスターズ（2020年 - 2022年、キリンキンTV、不屈の輪、コクヨウ童子、飛べ! イカロソくん、「魂狩」の鬼 ガシャド髑髏 他） - 4シリーズ
- メジャーセカンド（片平、長谷川、主審）
- A3!（記者）
- アルゴナビス from BanG Dream!（スタッフ）
- Re:ゼロから始める異世界生活（村人）
- ミュークルドリーミー（2020年 - 2022年、モンスターA、司会者、ビルモンスター、焼きバナナマン） - 2シリーズ
- アラド:逆転の輪（ウルフガンド・ベオナール）
- モンスター娘のお医者さん（職人）
- アクダマドライブ（ヤクザ）
- ひぐらしのなく頃に業（2020年 - 2021年、ドラマの刑事、チンピラ）
- おじゃる丸（観光客）
- 炎炎ノ消防隊 弐ノ章（第2隊員）

2021年
- たとえばラストダンジョン前の村の少年が序盤の街で暮らすような物語（町の人B）
- のりものまん モービルランドのカークン（2021年 - 2022年、コゲポン 他）
- ぼくたちのリメイク
- カノジョも彼女（2021年 - 2023年、教師、バカ男、パリピ） - 2シリーズ
- 不滅のあなたへ
- EDENS ZERO（労働区民）
- SELECTION PROJECT（丹治康夫〈AD D〉、斎藤真〈照明A〉）
- 月とライカと吸血姫（管制官A）
- メガトン級ムサシ（2021年 - 2022年、明石岳人、北海道徳、オペレーター） - 2シリーズ
- MUTEKING THE Dancing HERO（通行人B、通行人A）
- 見える子ちゃん（通行人）　
- カードファイト!! ヴァンガード overDress（2021年 - 2025年、ブルーマンデーメンバー、アナウンサー） - 2シリーズ
- 舞妓さんちのまかないさん（先生）
- 境界戦機（2021年 - 2022年、アジア軍兵士、ヤタガラス隊員） - 2シリーズ

2022年
- リアデイルの大地にて（ヘイゲル）
- 平家物語（平家の兵3）
- ワッチャプリマジ!（みるきの父、町内会長）
- 薔薇王の葬列（宿屋の主人）
- ハコヅメ〜交番女子の逆襲〜（警察官）
- 群青のファンファーレ（記者）
- RPG不動産（トカゲ亜人）
- かぐや様は告らせたい-ウルトラロマンティック-（教師A）
- うたわれるもの 二人の白皇（デコポンポ兵）
- 機動戦士ガンダム 水星の魔女（2022年 - 2023年、フロント管理社の職員、ジェターク社メカニック、SP） - 2シリーズ
- 陰の実力者になりたくて!（生徒）

2023年
- HIGH CARD（2023年 - 2024年、衛兵、医者、教師） - 2シリーズ
- 大雪海のカイナ（バルギア兵士、バルギアの荷役、アトランド兵士）
- 転生王女と天才令嬢の魔法革命（魔法省役人D）
- ノケモノたちの夜（団員）
- アルスの巨獣
- マイホームヒーロー（客引き、運転席の男、手下K-C、運転手、リーマン1 他）
- 天国大魔境（住民）
- 女神のカフェテラス（工場長）
- デッドマウント・デスプレイ（三纂メンバー、使用人）
- 贄姫と獣の王（家臣A、暗殺者A、近衛兵、護衛隊A、一般兵A）
- 王様ランキング 勇気の宝箱（兵士）
- 青のオーケストラ（ダンス部員、男性、生徒、中学生、観客）
- 無職転生 II 〜異世界行ったら本気だす〜（冒険者A）
- スパイ教室
- ゾン100〜ゾンビになるまでにしたい100のこと〜（襲いかかるゾンビ）
- め組の大吾 救国のオレンジ（消火隊員）
- 『ヒプノシスマイク-Division Rap Battle-』Rhyme Anima +（警官）
- 君のことが大大大大大好きな100人の彼女（ゾンビA）
- 帰還者の魔法は特別です（側近）

2024年
- BEYBLADE X（2024年 - 2025年、マッチョ、老人、役員）
- WIND BREAKER
- Lv2からチートだった元勇者候補のまったり異世界ライフ（兵士）
- 真夜中ぱんチ（パチンコ音声、温泉客）
- 戦国妖狐 千魔混沌編（千の闇、雷峰、闇、僧、町の人）
- 2.5次元の誘惑（店員）
- かつて魔法少女と悪は敵対していた。（父、男性客）
- 僕の妻は感情がない（宅配業者）
- 歴史に残る悪女になるぞ（執事）
- 忍たま乱太郎（2024年 - 2025年、町人）

2025年
- ギルドの受付嬢ですが、残業は嫌なのでボスをソロ討伐しようと思います（冒険者、常連冒険者）
- UniteUp! -Uni:Birth-（クラスメイト、講師、プロデューサー、職員）
- クラスの大嫌いな女子と結婚することになった。（ゾンビ）
- マジック・メイカー 〜異世界魔法の作り方〜（兵士、冒険者）
- 薬屋のひとりごと（下官）
- 前橋ウィッチーズ（先生、ライター）
- 黒執事 -緑の魔女編-（研究者）
- 宇宙人ムームー（有機農業研究会）
- 九龍ジェネリックロマンス（男性A）
- ニャイト・オブ・ザ・リビングキャット（男性）
- 青春ブタ野郎はサンタクロースの夢を見ない（観客、同級生男）
- Summer Pockets
- 強くてニューサーガ（騎士B）
- SAKAMOTO DAYS（受験生）

### 劇場アニメ
2010年代
- PEACE MAKER 鐵（2018年、隊士） - 2作品
- ペンギン・ハイウェイ（2018年、タマル先生）
- 機動戦士ガンダムNT（2018年、情報局員）
- キャプテン・バル（2019年）
- きみと、波にのれたら（2019年、部長）

2020年代
- Gのレコンギスタ II ベルリ 撃進（2020年、士官）
- 映画 えんとつ町のプペル（2020年、初代レター）
- 劇場版 抱かれたい男1位に脅されています。〜スペイン編〜（2021年、ベルナルド）
- グッバイ、ドン・グリーズ!（2022年、男子生徒）
- 大雪海のカイナ ほしのけんじゃ（2023年）
- BLOODY ESCAPE -地獄の逃走劇-（2024年、不滅騎士団員）

### Webアニメ
2010年代
- ルナたん 〜1万年のひみつ〜（2017年、解説、ヨナの父）
- トミカハイパーレスキュー ドライブヘッド 機動救急警察（2018年、作業員）
- ガンダムビルドダイバーズRe:RISE（2020年、村人）

2020年代
- 月曜日のたわわ2（2021年、野球部仲間、同僚、解説、結婚式の参列者）
- TIGER & BUNNY 2（2022年、会場スタッフ）
- 賭ケグルイ双（2022年、善咲会会員A）
- サイバーパンク エッジランナーズ（2022年、アニマルズ）
- 風都探偵（2022年、黒服 / ロード・ドーパント）

### ゲーム
2010年代
- ルビニアサーガ（2012年、男性CV）
- ナイトスリンガー（2016年、幽霊騎士）
- グランドサマナーズ（2017年、カイト）
- クイズRPG 魔法使いと黒猫のウィズ（2017年、ネブロ）
- モンスターストライク（2019年 - 2023年、桂小五郎）
- デュエル・マスターズ プレイス（2019年 - 2020年、光翼の精霊サイフォス、猛爆軍曹ボンバット、喧嘩屋タイラー、大勇者「大地の猛攻」、凶骨の邪将クエイクス、グラディアン・レッド・ドラゴン）
- 荒野のコトブキ飛行隊 大空のテイクオフガールズ!（2019年、コンゴウ弟）

2020年代
- ファイナルファンタジーVII リメイク（2020年）
- 月姫 -A piece of blue glass moon-（2021年）
- メガトン級ムサシ（2021年、北海道徳、明石岳人、砂本健）
- 機動戦士ガンダム 鉄血のオルフェンズG（2022年、レンジー部下）
- ファイナルファンタジーVII リバース（2024年）

### ドラマCD
- SolidS ドラマCD第3巻「PPF -the past, the present, and the future-」（2017年、ライター）
- THE IDOLM@STER MILLION THE@TER GENERATION 05・07（2018年、男、グーフー団） - 2作品
- 巨人族の花嫁（2020年、男巨人族[6]）
- THE IDOLM@STER  MILLION THE@TER WAVE 11・14（2020年 - 2021年、ノリス卿〈アシュリー父〉、司会者） - 2作品
- THE IDOLM@STER MILLION C@STING 01・02（2023年 - 2024年、村長、参加者たち）

### ボイスコミック
- こっちむいて!みい子（2019年、パパ[7][8]）
- キョーダイなんかじゃいられない！（2019年、お父さん[9]）
- 溺愛ロワイヤル（2020年、魔王[10]）
- はるお嬢さま、恋のお時間です!（2020年、華蝶さん[11]）
- キング様のいちばん星（2021年、男子Ｃ[12]）

### 吹き替え

#### 映画
- オーバードライヴ
- 消えない罪

#### ドラマ
- 殺人を無罪にする方法（ラズロ〈ローランド・ルイス〉 他）
- ザ・ケージ（ニコ<アントワーヌ・シモニー>）

#### アニメ
- アイス・エイジ バックの大冒険（ドードー）
- OK K.O.! めざせヒーロー（アーネスト）
- 魔道祖師（刺客、江氏の者、聶氏の者、行商人、金氏の者 他）

### オーディオブック
- 月とライカと吸血姫1～2、4（2019年 - 2021年、コローヴィン＋ヴィクトール（1～2巻）、オリバー・キッシング（4巻）ほか）
- 世界最高のリーダー育成機関で幹部候補だけに教えられているプレゼンの基本（2019年、朗読[13]）
- 女子モテな妹と受難な俺（2020年、比叡）
- 勇者に期待した僕がバカでした（2020年、アスール大帝、ネグロ ほか[14]）
- 犬と魔法のファンタジー（2021年、朗読、ケントマ・ロウ ほか[15]）
- 夢探偵フロイト -マッド・モラン連続死事件-（2021年[16]）
- クラスメイトが使い魔になりまして2（2021年、千影の父 ほか[17]）
- 剣と魔法の税金対策（2022年、フィッシャー・グッドマン ほか[18]）

### シリーズ一覧
1. ↑  第4期『GLORY LINE』（2018年）、第5期『LIMIT BREAK』（2023年）
2. ↑  第1期（2018年）、第2期『Ω』（2021年）
3. ↑  【デュエル・マスターズ（2017年版）】

第3期『デュエル・マスターズ!!』（2020年）

【デュエル・マスターズ キング】

第1期（2020年 - 2021年）、第2期『キング！』（2021年 - 2022年）、第3期『キングMAX』（2022年）
4. ↑  第1期（2020年 - 2021年）、第2期『みっくす！』（2021年 - 2022年）
5. ↑  第1期（2021年）、Season 2（2023年）
6. ↑  シーズン1（2021年）、シーズン2（2022年）
7. ↑  Season2（2021年）、続編『Divinez』デラックス編（2025年）
8. ↑  第一部（2021年）、第二部（2022年）
9. ↑  Season1（2022年）、Season2（2023年）
10. ↑  season1（2023年）、season2（2024年）

### 初出話一覧
1. 1 2  第14話初出
2. ↑  第38話初出
3. ↑  第71話初出
4. 1 2 3  第2話初出
5. 1 2  第4話初出
6. 1 2  第3話初出
7. 1 2  第11話初出
8. 1 2 3 4 5  第5話初出
9. 1 2  第9話初出
10. ↑  第22話初出
11. 1 2 3  第8話初出
12. 1 2  第10話初出
13. 1 2  第12話初出
14. 1 2 3 4  第1話初出
15. ↑  32シリーズ 第71話初出
16. ↑  32シリーズ 第58話初出
17. ↑  第6話初出
18. 1 2  第7話初出
19. ↑  第36話初出
20. ↑  第16話初出
21. ↑  第17話初出